# Ruby Gloom
Ruby Gloom ist eine kanadische Zeichentrickserie, die seit 2006 produziert wird. Der Name des Hauptcharakters steht für ihre rubinroten Haare sowie die dunkle, einsame Welt, in der das Mädchen lebt. 

## Handlung
In der Serie geht es um die schöne Seite der Dunkelheit, die Bedeutung von Freundschaft für das Leben. Die Handlung spielt in Gloomsville, der Heimatstadt von Ruby und ihren Freunden. Dort erleben sie kleine und große Abenteuer und haben viel Spaß, auch wenn die Stadt auf den ersten Blick eher traurig und trostlos wirkt. Ruby aber liebt die dunkle Atmosphäre und schafft es mit ihrer fröhlichen Art immer wieder, Leben in die Stadt zu bringen.

## Hauptcharaktere
Ruby Gloom
Ruby bezeichnet sich selbst als das glücklichste Mädchen der Welt, auch wenn sie in einer düsteren Welt aufwächst. Doch sieht sie in Allem das Gute und liebt diese Düsternis ihrer Heimatstadt. Sie mag ihre seltsamen Freunde und ein Herz auf zwei gekreuzten Knochen ist ihr Markenzeichen. Sie hat rubinrote Haare und auf ihrem weißen Gesicht finden sich rotgoldene Sommersprossen. Ihre Erlebnisse und Gefühle schreibt sie in ihr Tagebuch. Sie findet immer wieder Gründe für Partys, mag es jedoch nicht und streunt gern mit ihrer schwarzen Katze Doom Kitty durch Gloomsville. Diese ist häufig bei ihr, nimmt ihr Fressen nur von Porzellan, mag keine ungebetenen Gäste, kann es nicht ausstehen, dass außer Ruby sie niemand versteht und reagiert empfindlich auf das Thema Lieblingspielball seit er ihr geklaut wurde. Außerdem spielt sie gern mit Mr. Buns, einem von Ruby aus einer Socke gemachtem Plüschhasen.
Iris
Iris ist eine gute Freundin von Ruby, die ähnlich einem Zyklopen nur ein großes Auge hat. Sie hat lange schwarze Haare und trägt genauso wie Ruby ein schwarzes Kleid, jedoch mit rotem Kragen und Knöpfen, gestreifte Strumpfhosen und Ballerinas. Außerdem trägt sie immer eine schwarz-rote Schleife im Haar. Iris erfreut sich an Abenteuern und liebt es nach seltsamen Sachen zu forschen, doch übersieht sie oft Wichtiges und ist tollpatschig. Sie hat es immer viel zu eilig und liest sehr viel, aber immer nur die Hälfte. Sie hat mehrere Haustiere: einmal Squic, eine riesige Raupe, eine sprechende fleischfressende Pflanze namens Venus, und sie züchtet mit Vorliebe Staubhäschen.
Skelettie (Skull Boy)
Der unsichere, nervöse Freund von Ruby besteht nur aus Knochen und es passiert oft, dass ihm einer verloren geht oder er auseinanderfällt. Er trinkt viel Milch und trainiert, um seine Muskeln aufzubauen, die allerdings nicht vorhanden sind. Dass er nicht weiß, von wem er abstammt, stimmt ihn oft traurig und bringt ihn dazu, an seiner Identität zu zweifeln. Er liebt Bücher, Wissenschaft und Kunst. Skelettie hat große grüne Augen und trägt schwarze Handschuhe und einen schwarzen Pullover, eine graue Röhrenhose mit Totenkopfgürtel und Gürtelkette, dazu rote Chucks. 
Misery
Misery ist mürrisch, brummig, sarkastisch und griesgrämig. Sie ist vom Pech verfolgt, da der Cousin ihrer Ur-Ur-Ur-Urgroßmutter darauf bestand, dass ihre Familie immer nur Pech haben sollte. Sie hängt meistens an Ruby, die sich dadurch ein bisschen eingeengt fühlt, auch wenn Misery ihre Freundin ist. Sie schläft auf einem Nagelbett, mag Puppen, Katastrophengeschichten und Familiensagen, während sie es verabscheut, dass sie vom Pech verfolgt wird, oft vom Blitz getroffen wird und wenn sie auf Katastrophen nicht vorbereitet ist. Misery war früher Babymodel für eine Creme, doch am Drehort häuften sich die seltsamen Ereignisse. Zum Beispiel war die Creme radioaktiv, was dazu führte, dass ihre Zähne so weiß strahlten, dass sie andere Leute mit ihrem Lächeln fast erblinden ließ. Seitdem hat sie Angst zu lächeln. Sie hat bodenlanges schwarzes Haar, darüber trägt sie ein blaues Tuch, festgesteckt mit gelben Spangen, hat ein blaues Kleid an und auch ihre Gesichtsfarbe ist bläulich. 
Frank und Len
Frank und Len teilen sich einen Körper mit zwei Köpfen und einem Gehirn. Einer der beiden hat die Logik, der andere die Gefühle. Deswegen kommt es häufig zu Streitereien, nur beim Thema Musik sind sie sich einig. Die beiden spielen in der zweiköpfigen Boygroup RIP und proben in Rubys Garage. Len, die rechte Hälfte und der rechte Kopf ist grün, Frank, der linke Teil, blau. Sie tragen ein rotes T-Shirt mit einem aufgedruckten Smiley, der gleichzeitig das Zeichen der beiden ist, eine blaue Jeans, Franks Fuß einen schwarz-weißen Slip-on im Schachbrettmuster von Vans, Lens' schwarze Doc Martens mit roten Flamen.
Flattermann (Scaredy Bat)
Flattermann ist eine ängstliche Fledermaus. Er fürchtet sich vor Dunkelheit, davor zu fliegen, hat Höhenangst und ist wahnsinnig schreckhaft. Er ist immer aufmerksam und versteckt sich dauernd vor Angst unter Rubys Bett. In Gesellschaft hat er weniger Angst, außerdem meditiert er, um seine Nerven zu beruhigen und mag es, in seiner Hängematte zu lesen. Er hat immer einen lila Schal um und ist warmherzig. Ruby findet ihn unglaublich süß. 
Poe
Poe ist der einzige Erwachsene, der in der Serie vorkommt. Er hat studiert und hat zwei Brüder namens Allan und Edgar, was darauf zurückzuführen ist, dass sie vom Wellensittich Edgar Allan Poes abstammen. Er mag Gloomsville, weil er dort in Ruhe Literatur studieren kann und gleichzeitig Ratschläge geben darf, obwohl er gar nicht immer weiß, wovon er genau redet. Er strengt sich nicht gerne an, isst dafür aber umso lieber. Poe ist ein Rabe, hat eine Brille, trägt ein weißes Hemd und eine lila Jacke und sein Zeichen ist eine Feder.
Boo Boo
Boo Boo ist ein Geist, sein Zeichen ist ein schwarzes Gespenst vor einem weißen Mond. Er ist sehr klein für sein Alter, deswegen versucht er immer, angsteinflößend und gruselig zu sein, weswegen er es hasst, süß genannt zu werden. Er liebt es Leute zu erschrecken, seine liebsten Opfer sind der ängstliche Flattermann und Misery.

## Produktion und Veröffentlichung
Die Serie wird seit 2006 unter der Regie von Robin Budd	von Nelvana produziert. In Kanada wird die Serie seit dem 13. Oktober 2006 von YTV gezeigt. Seit dem 6. Oktober 2007 zeigt der deutsche Sender Super RTL die gleichnamige Serie samstags und sonntags morgens. Das deutsch synchronisierte Titellied singt MIA.-Sängerin Mieze Katz. Die Serie wurde auch auf Französisch, Spanisch und Polnisch im Fernsehen ausgestrahlt und erschien in Kanada, Deutschland, Frankreich, Japan und Australien auf DVD.

## Synchronisation
| Rolle                     | Englische Sprecher | Deutsche Sprecher |
| ------------------------- | ------------------ | ----------------- |
| Ruby Gloom                | Sarah Gadon        | Rubina Kuraoka    |
| Iris                      | Stacey DePass      | Nicole Hannak     |
| Skull Boy / Skelettie     | Scott McCord       | Michael Wiesner   |
| Misery                    | Emily Hampshire    | Peggy Sander      |
| Frank                     | David Berni        | Konrad Bösherz    |
| Flattermann / Scaredy Bat | Peter Keleghan     | Jesco Wirthgen    |
| Len                       | Jeremy Harris      | Dirk Petrick      |

## Episodenliste

### Staffel 1
| Nr. (gesamt) | Nr. (Staffel) | Originaltitel           | Erstausstrahlung Kanada (YTV) | Deutscher Titel                    | Deutsche Erstausstrahlung (Super RTL) | Regie      | Drehbuch                    |
| ------------ | ------------- | ----------------------- | ----------------------------- | ---------------------------------- | ------------------------------------- | ---------- | --------------------------- |
| 1            | 1             | Gloomer Rumor           | 22. Oktober 2006              | Ein verrückter Tag                 | 6. Oktober 2007                       | Robin Budd | Carolyn Hay, Martin Hsu     |
| 2            | 2             | Grounded in Gloomsville | 15. Oktober 2006              | Der Flieger, der sich nicht traut  | 7. Oktober 2007                       | Robin Budd | Carolyn Hay                 |
| 3            | 3             | Doom with a View        | 29. Oktober 2006              | Boo Boo                            | 13. Oktober 2007                      | Robin Budd | Carolyn Hay                 |
| 4            | 4             | Missing Buns            | 5. November 2006              | Wo ist Mr. Buns                    | 14. Oktober 2007                      | Robin Budd | Nicole Demerse, Carolyn Hay |
| 5            | 5             | Iris Springs eternal    | 12. November 2006             | Genug ist genug                    | 20. Oktober 2007                      | Robin Budd | Carolyn Hay, Alan Resnick   |
| 6            | 6             | Science Fair or foul    | 19. November 2006             | Dem Ingenieur ist nichts zu schwör | 21. Oktober 2007                      | Robin Budd | Carolyn Hay, Alex Nussbaum  |
| 7            | 7             | Poe-Ranoia              | 26. November 2006             | Ein Elefant im Glashaus            | 27. Oktober 2007                      | Robin Budd | Nicole Demerse, Carolyn Hay |
| 8            | 8             | Unsung Hero             | 3. Dezember 2006              | Gloomapolooza                      | 28. Oktober 2007                      | Robin Budd | Carolyn Hay                 |
| 9            | 9             | Quadro-Gloomia          | 7. Januar 2007                | Quadragloomia                      | 31. Oktober 2007                      | Robin Budd | Carolyn Hay, Alan Resnick   |
| 10           | 10            | Skull Boys don’t cry    | 14. Januar 2007               | Club-Tag                           | 1. November 2007                      | Robin Budd | Carolyn Hay                 |
| 11           | 11            | Bad Hare Day            | 21. Januar 2007               | Das Findel-Häschen                 | 17. Dezember 2008                     | Robin Budd | Carolyn Hay, Alex Nussbaum  |
| 12           | 12            | Happy Yam Ween          | 27. Oktober 2007              | Holle Bolle                        | 18. Dezember 2008                     | Robin Budd | Carolyn Hay                 |
| 13           | 13            | Ruby Cubed              | 25. Februar 2007              | Liebeszauber                       | 17. November 2007                     | Robin Budd | Carolyn Hay                 |
| 14           | 14            | Shaken, not scared      | 25. März 2007                 | Gruselschule                       | 18. November 2007                     | Robin Budd | Carolyn Hay, Robin Stein    |
| 15           | 15            | Once in a blue Luna     | 9. April 2007                 | Die Nacht des blauen Mondes        | 24. November 2007                     | Robin Budd | Carolyn Hay, Alan Resnick   |
| 16           | 16            | Time flies              | 15. April 2007                | Zeitreisen                         | 25. November 2007                     | Robin Budd | Carolyn Hay                 |
| 17           | 17            | Lucky Me                | 29. April 2007                | Glücksbringer                      | 1. Dezember 2007                      | Robin Budd | Carolyn Hay, Alan Resnick   |
| 18           | 18            | Misery loves Company    | 6. Mai 2007                   | Eisige Zeiten                      | 2. Dezember 2007                      | Robin Budd | Carolyn Hay                 |
| 19           | 19            | Sunny Daze              | 10. Juni 2007                 | Sonnige Verwirrung                 | 8. Dezember 2007                      | Robin Budd | Carolyn Hay                 |
| 20           | 20            | Broken Records          | 24. Juni 2007                 | Weiter, höher, schneller!          | 9. Dezember 2007                      | Robin Budd | Carolyn Hay, Alex Nussbaum  |

### Staffel 2
| Nr. (gesamt) | Nr. (Staffel) | Originaltitel                     | Erstausstrahlung Kanada (YTV) | Deutscher Titel             | Deutsche Erstausstrahlung (Super RTL) | Regie      | Drehbuch                      |
| ------------ | ------------- | --------------------------------- | ----------------------------- | --------------------------- | ------------------------------------- | ---------- | ----------------------------- |
| 21           | 1             | Gloomates                         | 1. Juli 2007                  | Hotel Poe                   | 15. Dezember 2007                     | Robin Budd | Carolyn Hay, Alan Resnick     |
| 22           | 2             | Tooth or Dare                     | 8. Juli 2007                  | Zahn um Zahn                | 16. Dezember 2007                     | Robin Budd | Nicole Demerse, Carolyn Hay   |
| 23           | 3             | Venus de Gloomsville              | 15. Juli 2007                 | Aller Anfang ist schwer     | 22. Dezember 2007                     | Robin Budd | Carolyn Hay, Alan Resnick     |
| 24           | 4             | Seeing Eye to Eyes                | 28. Juli 2007                 | Das Tollhaus der Heiterkeit | 23. Dezember 2007                     | Robin Budd | Carolyn Hay, John Van Bruggen |
| 25           | 5             | Name that Toon                    | 10. September 2007            | Zeichentrick für Anfänger   | 29. Dezember 2007                     | Robin Budd | Carolyn Hay, John Van Bruggen |
| 26           | 6             | Skull in the Family               | 17. September 2007            | Familienbande               | 30. Dezember 2007                     | Robin Budd | Carolyn Hay                   |
| 27           | 7             | Writing on the Wall               | 24. September 2007            | –                           | –                                     | Robin Budd | Carolyn Hay                   |
| 28           | 8             | Déjà Vu – Again                   | 11. November 2007             | –                           | –                                     | Robin Budd | Carolyn Hay                   |
| 29           | 9             | Ubergloom                         | 18. November 2007             | –                           | –                                     | Robin Budd | Nicole Demerse, Carolyn Hay   |
| 30           | 10            | Pet Poepulation                   | 30. März 2008                 | –                           | –                                     | Robin Budd | Carolyn Hay                   |
| 31           | 11            | Hair(less): The Musical, Part 1   | 16. März 2008                 | –                           | –                                     | Robin Budd | Carolyn Hay                   |
| 32           | 12            | Hair(less): The Musical, Part 2   | 16. März 2008                 | –                           | –                                     | Robin Budd | Carolyn Hay                   |
| 33           | 13            | The Beat goes on                  | 13. April 2008                | –                           | –                                     | Robin Budd | Carolyn Hay                   |
| 34           | 14            | Out of this World                 | 20. April 2008                | –                           | –                                     | Robin Budd | Carolyn Hay                   |
| 35           | 15            | Forget me not                     | 27. April 2008                | –                           | –                                     | Robin Budd | Nicole Demerse, Carolyn Hay   |
| 36           | 16            | Frank & Len Unplugged             | 11. Mai 2008                  | –                           | –                                     | Robin Budd | Carolyn Hay                   |
| 37           | 17            | I’ll be home for Misery           | 4. Mai 2008                   | –                           | –                                     | Robin Budd | Carolyn Hay                   |
| 38           | 18            | Disaster becomes you              | 11. Mai 2008                  | –                           | –                                     | Robin Budd | Nicole Demerse, Carolyn Hay   |
| 39           | 19            | Last Train To Gloomsville, Part 1 | 1. Juni 2008                  | –                           | –                                     | Robin Budd | Carolyn Hay                   |
| 40           | 20            | Last Train To Gloomsville, Part 2 | 1. Juni 2008                  | –                           | –                                     | Robin Budd | Carolyn Hay                   |

## Bücher
Zur Serie erschienen auch sechs Bücher.

## Auszeichnungen
2008 gewann die Folge Hairless the Musical - part 1 den Gemini Award für die beste Musik, der Preis ging an Tom Szczesniak, 
Carolyn Hay und Ray Parker.